# Louis de Bourbon-Vendôme

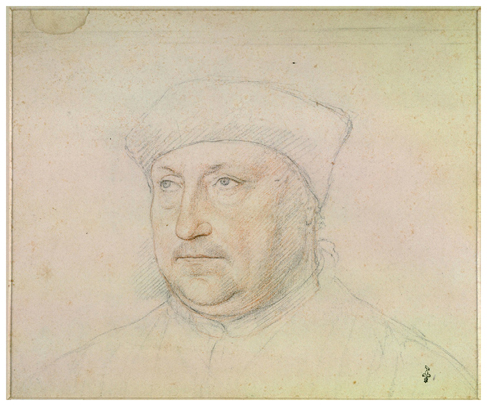
Kardinal Louis de Bourbon-Vendôme (Zeichnung von Jean Clouet, gegen 1530)

Louis de Bourbon-Vendôme (* 2. Januar 1493 auf der Festung Ham; † 11. März 1557 im Hôtel de Bourbon in Paris) war ein französischer Kardinal. Als Legat a latere des Heiligen Stuhl in Savoyen nahm er auch militärische Aufgaben unter den Königen Franz I. und Heinrich II. wahr.

## Biographie

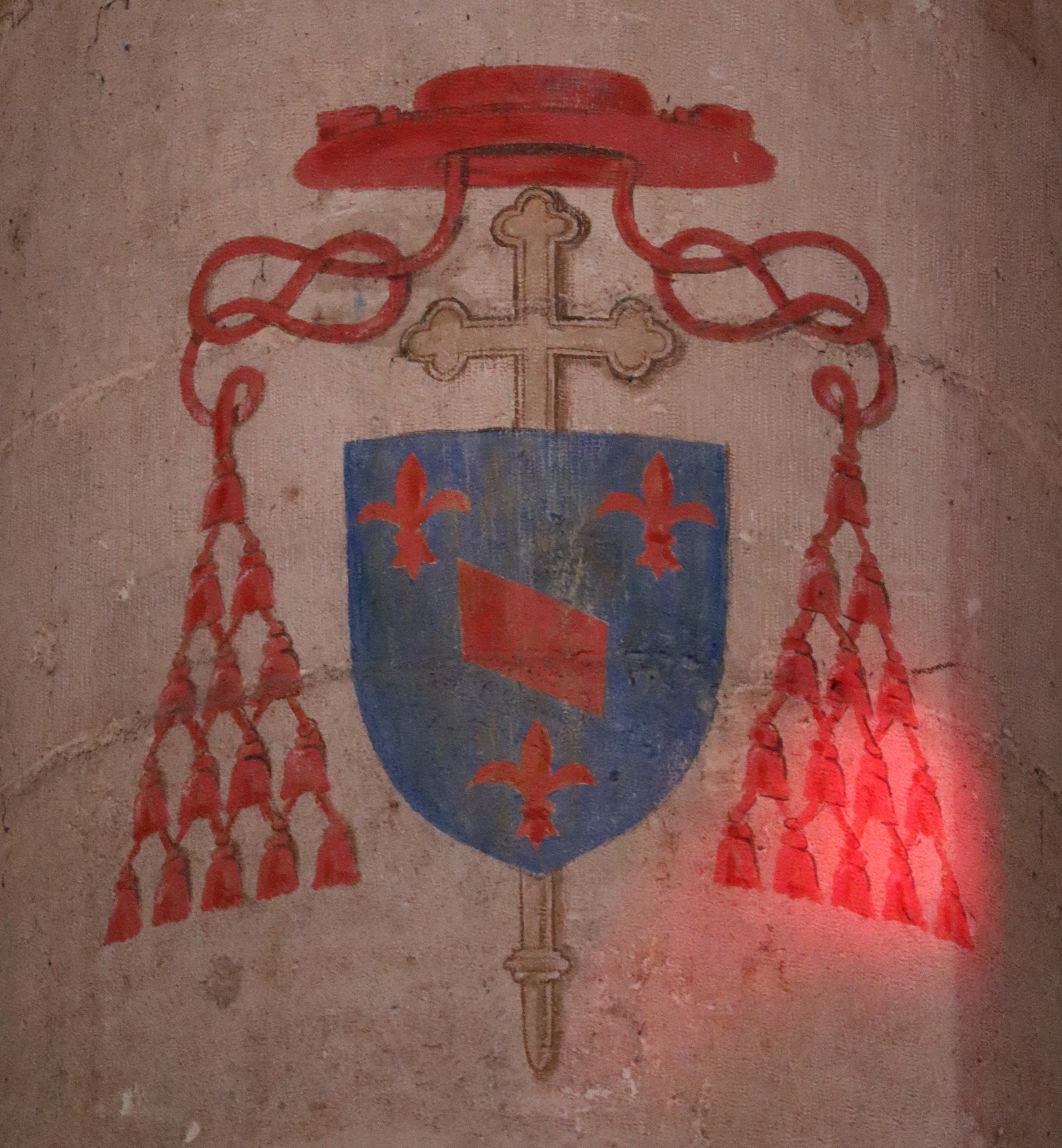
Wappen des Kardinal in der Kathedrale von Le Mans

Louis de Bourbon war der vierte Sohn von François de Bourbon, comte de Vendôme (1470–1495) und Marie de Luxembourg, Gräfin von Saint-Pol († 1546). Sein Pate war Louis de Bourbon, 1. Prince de La Roche-sur-Yon (1473–1520). Er wurde die meiste Zeit auf der Burg von La Fère erzogen, wohin sich seine Mutter nach dem Tod ihres Ehemanns (1495) zurückgezogen hatte.
Er studierte am Collège de Navarre und schloss als Docteur en Théologie an der Sorbonne ab, wo er zur Zeit des Königs Heinrich II. als Provisor eine Führungsaufgabe ausübte. Die Priesterweihe erhielt er von Kardinal Georges d’Amboise in der Abtei Faremoutiers.
Am 24. April 1510 wurde er mit Dispens zur Bischofsweihe wegen seines zu geringen Alters von 17 Jahren zum Bischof von Laon gewählt; das Amt hatte er bis zum 23. März 1552 inne. Am 3. Mai 1517 wurde er dann, inzwischen 24 Jahre alt, in der Kirche des Priorats der Val-des-Écoliers von Kardinal Philipp von Luxemburg zum Bischof geweiht. Am 9. Juni desselben Jahres legte er vor König Franz I. seinen Amtseid ab.
In dem Konsistorium vom 1. Juli 1517 wurde er von Papst Leo X. zum Kardinalpriester erhoben und erhielt die Titelkirche San Silvestro in Capite zugeordnet. Wohl im Folgejahr unterzeichnete er den Ehevertrag zwischen dem nicht einmal einjährigen Dauphin François und der zweijährigen Mary Tudor. Am 8. August 1519 wurde er Administrator des Bistums Le Mans; er verwaltete das Bistum durch Bischofsvikare bis zum 13. August 1535. Am 11. Juni 1521 optierte er für die Titelkirche San Martino ai Monti.
Louis de Bourbon-Vendôme nahm nicht am Konklave 1521–1522 (27. Dezember bis 9. Januar) mit der Wahl von Hadrian VI. teil, jedoch am Konklave 1523 (1. Oktober bis 10. November) mit der Wahl von Clemens VII. Während dieses Pontifikats war er päpstlicher Legat in Umbrien. Am 11. Januar 1524 wurde er von Clemens VII. zum Administrator des Bistums Luçon ernannt, er blieb es bis zum 27. März 1527. Am 5. März 1531 krönte er Eleonore von Kastilien zur Königin von Frankreich. In den folgenden Jahren verwaltete er als Apostolischer Administrator mehrere Bistümer. Am 23. Mai 1547 leitete er die Begräbnisfeierlichkeiten für den verstorbenen König Franz I. Zwei Jahre später, am 10. Juni 1549, krönte er Caterina de’ Medici in der Abtei Saint-Denis zur Königin von Frankreich. Darüber hinaus war er Kommendatarabt der Abtei Saint-Vincent de Laon, Notre-Dame de Colombs, Saint-Léonard-de-Ferrières, Saint-Faron de Meaux, Saint-Serge d’Angres, Notre-Dame de Ham und Saint-Amand-de-Pevèle. Schließlich war er Erzieher von Louis I. de Bourbon, prince de Condé, ließ das Château von Anizy-le-Château wieder herstellen und das Palais Bourbon in Paris bauen.
Louis de Bourbon-Vendôme nahm 1534, 1549/50, im April sowie im Mai 1555 am jeweiligen Konklave teil.
Am 24. Februar 1550 stieg er in die Klasse der Kardinalbischöfe auf und wurde von Papst Julius III. zum Kardinalbischof von Palestrina ernannt. 1551 ernannte ihn König Heinrich II. zum Gouverneur der Picardie. 1552 wurde Kardinal de Bourbon-Vendôme zudem Stellvertreter von Gaspard de Coligny, dem Gouverneur von Paris und der Île-de-France. 1554 taufte er Heinrich von Navarra.
Kardinal de Bourbon starb am 11. März 1557 und wurde in der Kathedrale von Laon bestattet.